# Proofpoint
Proofpoint, Inc — компания, расположенная в Саннивейле, Калифорния, предлагающая облачные, программные и аппаратные решения для фильтрации электронной почты, защиты от утечек данных, шифрования и архивирования почты.

## История

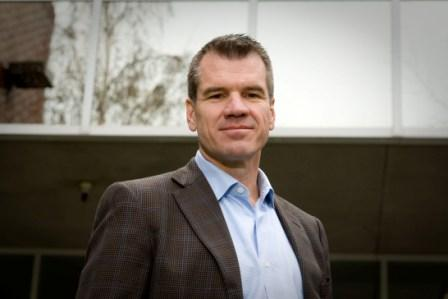
Gary Steele — исполнительный директор компании Proofpoint

Компания основана в июне 2002 года Эриком Ханном, бывшим техническим директором Netscape Communications. Официальный запуск и выпуск первого продукта состоялся 21 июля 2003 года после получения $7-миллионного финансирования от венчурных инвесторов Mohr, Davidow Ventures, Benchmark Capital, и Stanford University. И дополнительные $9 миллионов были получены от Нью-Йоркской RRE Ventures в октябре 2003 года.

### Выход на рынок
Первым продуктом компании стал Proofpoint Protection Server — ПО для фильтрации спама, рассчитанное на компании сегментов среднего и крупного бизнеса. Особенность этого ПО — запатентованный алгоритм идентификации спама «Технология MLX» (англ. MLX Technology), основанный на машинном обучении.
Первый апгрейд Proofpoint Protection Server был анонсирован в ноябре 2003 года, тогда количество атрибутов для идентификации спама было увеличено c 10 тысяч до более чем 50 000.
В декабре 2003 года американская исследовательская и консалтинговая компания Forrester Research присудила шестую ежегодную премию Emerging Technology Showcase компании Proofpoint за «выявление и устранение угроз и неприятностей для предприятия» (Identifying And Dealing With Threats And Nuisances To The Enterprise).
В 2004 году антиспам-решение компании было в одном ряду с продуктами BorderWare, Brightmail, FrontBridge, Ipswitch, MessageLabs, Postini и Sendmail.

### Выпуск DLP-модулей в ответ на требованиянормативов
В 2004 году новые правила в стандартах защиты финансовой и медицинской информации подтолкнули Proofpoint к разработке новых продуктов, которые могли бы автоматически идентифицировать и перехватывать исходящую почту, содержащую конфиденциальную информацию.
В марте 2004 Proofpoint выпустил первое аппаратное устройство, P-Series Message Protection Appliance (позже названное Proofpoint Messaging Security Gateway), использующее ядро Linux и программное обеспечение Protection Server 2.0 от Proofpoint. Оно было протестировано компанией Infoworld с результатом 94 % отсеивания спама.
Следующий продукт, выпущенный в ноябре 2004, включал Protection Server 3.0, почтовый файрвол, основанный на технологии MLX динамический анализ репутации (Dynamic Reputation Analysis) и набор модулей безопасности данных (Content Security Suite), созданный для сканирования исходящих сообщений и вложений и соответствия требованиям стандартов защиты данных, таких как Sarbanes-Oxley, HIPAA, и Gramm-Leach-Bliley. Этот продукт стал известен как Proofpoint Messaging Security Gateway Appliance. Устройство было протестировано компанией ChannelWeb ProofPoint Appliance Stands Guard At E-Mail Gate, ChannelWeb, Nov 26, 2004, которая отметила, что оно применяет «комбинацию технологий: управление политиками, антиспам и адаптивную самообучающуюся технологию MLX». Внедрение в Brown University показало, что за первые 24 часа работы система Proofpoint сэкономила 447 Мб дискового пространства, заблокировав 90,000 спам сообщений. Infoworld сообщил, что некоторые компании расширяют продуктовую линейку, чтобы адресовать другим задачам почтовой безопасности, таким как соответствие требованиям нормативов, фишинг и вирусы.
University of Illinois at Urbana-Champaign внедрил программное обеспечение Proofpoint software в свою систему контроля спама CITES с позитивными результатами. Компания Government Computer News сообщила, что её лаборатория GCN отметила Proofpoint P800 Gateway как устройство, обеспечивающее «максимальный контроль для администраторов; тонкую настройку; дополнительные модули, предотвращающие утечку классифицированных документов».
В августе 2005 Proofpoint выпустил новый продукт, Network Content Sentry, как дополнительное устройство к Content Security Suite. Устройство мониторило веб-почту, посты в блогах и социальных сетях и любую FTP-коммуникацию. Proofpoint также представил функциональность шифрования почты, основанную на политиках и использующую технологию шифрования, лицензированную Voltage Security.
Примерно в это же время был выпущен модуль Zero-Hour Anti-Virus. Этот модуль был специально спроектирован для идентификации и блокирования новых компьютерных вирусов до того, как на них будут выпущены сигнатуры.
Как часть расширения продуктовой линейки, связанного с появлением новых нормативов, в ноябре 2005 был выпущен Healthcare Privacy Bundle как дополнение к устройству Messaging Security Gateway.
Proofpoint Messaging Security Gateway V4.0 был выпущен в марте 2006 с дополнительными возможностями, такими как защита от DHA-атак и расширение технологии Proofpoint.

### Разработка виртуального устройства
В апреле 2007 было выпущено виртуальное устройство Proofpoint Messaging Security Gateway Virtual Edition. Продукт запускается на виртуальном сервере VMware. Возможность использования виртуального сервера вместо аппаратного устройства ликвидирует проблемы, связанные с приобретением дополнительных устройств для масштабирования и снижает затраты на обновление, хотя и требует знания виртуальной серверной архитектуры virtual server architecture.
Proofpoint Messaging Security Gateway V5.0 было выпущено в июне 2007, и основывалось на новой, комплексной архитектуре, объединяющей весь функционал в единой платформе. Оно может быть внедрено как аппаратное или виртуальное устройство, или как программное обеспечение.
ICSA Labs, независимое подразделение компании Verizon Business, в апреле 2007 объявило о сертификации шести антиспам-продуктов согласно их программе тестирования, одним из которых был Proofpoint Messaging Security Gateway. Целью тестирования и сертификации антиспам-продуктов лабораторией ICSA являлась проверка эффективности продуктов в выявлении и блокировании спама. Кроме того, проверялось, насколько хорошо продукты различают спам и почту из легитимных источников.

### Software as a Service
В 2007 году компания Proofpoint представила Proofpoint on Demand — облачный сервис для защиты от угроз и утечек данных электронной почты. В мае 2008 облачное предложение было расширено сервисом Proofpoint on Demand—Standard Edition. Этот продукт нацелен на малый и средний бизнес, который также испытывает потребность в обеспечении безопасности электронной почты, при этом не имея собственных серверов и IT персонала.

### Архивирование электронной почты
В июне 2008 Proofpoint приобрел компанию Fortiva, поставщика облачного программного обеспечения для архивации электронной почты, электронных расследований, соответствия требованиям нормативов и управления хранением почты. С учетом действующего законодательства и требований нормативов, корпоративные ИТ-департаменты должны осмотрительно управлять архивами электронной почты и иметь возможность быстро находить требуемые сообщения. Fortiva использует журналирование в Exchange для автоматического архивирования всех входящих и исходящих сообщений, так что конечные пользователи могут производить поиск по заархивированным сообщениям, включая вложения, напрямую из Outlook.

## Продукты и сервисы
Продуктовая линейка Proofpoint представлена в облачной (Saas), программной и аппаратной моделях:
- Proofpoint Messaging Security Gateway аппаратное устройство, доступно в множестве моделей для больших и маленьких компаний
- Proofpoint Messaging Security Gateway Virtual Edition виртуальное устройство для инфраструктуры VMware
- Proofpoint Protection Server программное обеспечение для Linux
- Proofpoint on Demand облачный сервис для почтовой безопасности и защиты от утечек данных

Дополнительные модули, адресующие разным задачам почтовой безопасности, включают:
- Proofpoint Spam Detection для защиты от спама и фишинговых атак. Для управления соединениями также предлагаются технологии Proofpoint Dynamic Reputation и netMLX.
- Proofpoint Virus Protection защищает от вирусов, червей, троянов и других видов вредоносного ПО.
- Proofpoint Zero-Hour Anti-Virus защищает от новых вирусов, на которые еще не выпущено сигнатур.
- Proofpoint Content Compliance для назначения и применения корпоративных политик к содержанию сообщений и вложений.
- Proofpoint Digital Asset Security для защиты конфиденциальной информации от утечки через почту.
- Proofpoint Regulatory Compliance для идентификации структурированных конфиденциальных данных, таких как номера счетов, карт, страхования в исходящей почте.
- Proofpoint Secure Messaging для шифрования электронной почты.
- Proofpoint Smart Search дополнительная функциональность отслеживания сообщений, расследований и анализа логов.
- Proofpoint Secure File Transfer функциональность безопасной передачи больших файлов.

## Общая временная шкала
- Июнь 2002 Proofpoint, Inc. основана Эриком Ханном
- Июнь 2003 Инвестировано $7 миллионов
- Октябрь 2003 Инвестировано $9 миллионов венчурной компанией RRE Ventures
- Октябрь 2003 Стюарт Эллман из RRE Ventures входит в совет директоров Proofpoint
- Март 2005 Стратегическое партнерство с четырьмя поставщиками решений по шифрованию почты
- Март 2006 Инвестировано дополнительно $20 миллионов
- Май 2006 Открытие филиала в Сиднее, Австралия
- Февраль 2008 Инвестировано дополнительно $28 миллионов компанией DAG Ventures
- Июнь 2008 Proofpoint приобретает Fortiva, Inc.
- Сентябрь 2008 Гартнер позиционирует Proofpoint в квадранте лидеров по почтовой безопасности[25]
- Июнь 2009 Proofpoint получает патент США № 7,512,814 («Secure and Searchable Storage System and Method») за технологию шифрования DoubleBlind и выпускает новую версию SaaS-решения для архивации почты[26]
- Июль 2009 Proofpoint выбирает TelecityGroup для размещения европейских дата-центров для решений Proofpoint on Demand[27]
- Июль 2009 Proofpoint показывает шестилетний непрерывный рост дохода[28]
- Июнь 2010 Proofpoint объявляет о партнёрстве со швейцарским провайдером Swisscom[29]
- Август 2010 Proofpoint объявляет о результатах за Q2 2010[30]

## Технологическая временная шкала (выпуск продуктов)
- Июль 2003 Выпуск первого продукта, программного обеспечения Proofpoint Protection Server
- Ноябрь 2003 Разработка технологии MLX Learning
- Март 2004 Выпуск первого аппаратного устройства, P-Series Message Protection Appliance
- Ноябрь 2004 Protection Server 3.0 с почтовым файрволом и динамическим репутационным анализом на основе технологии MLX
- Ноябрь 2004 Content Security Suite, набор модулей для обеспечения безопасности данных и мониторинга соответствия нормативам
- Март 2005 Proofpoint запускает облачные антиспам-сервисы
- Август 2005 Выпуск Network Content Sentry, дополнительного устройства к модулю Content Security Suite
- Сентябрь 2005 Выпуск программного модуля Zero-Hour Anti-Virus
- Ноябрь 2005 Healthcare Privacy Bundle выпущен как дополнение к устройству Messaging Security Gateway
- Март 2006 Выпущен Proofpoint Messaging Security Gateway V4.0
- Апрель 2007 Выпущено виртуальное устройство Messaging Security Gateway Virtual Edition
- Июнь 2007 Выпущен Proofpoint Messaging Security Gateway V5.0
- Август 2007 Выпуск Proofpoint On Demand
- Май 2008 Выпуск Proofpoint On Demand—Standard Edition и модуля Proofpoint Secure File Transfer
- Июнь 2008 Выпуск Proofpoint On Demand Email Archiving
- Февраль 2009 Выпуск продукта Proofpoint SHIELD, облачного решения для управления соединениями и защиты от спама
- Март 2010 Выпуск Proofpoint 6.1[31]
- Август 2010 Proofpoint Enterprise Archive поддерживает Microsoft Exchange 2010[32]